# Claude Faraldo
Claude Faraldo (Parigi, 23 marzo 1936 – Alès, 29 gennaio 2008) è stato un attore, regista e sceneggiatore francese.

## Biografia
Figlio di un immigrato italiano, Claude Faraldo iniziò col fare piccoli mestieri dall'età di 13 anni, tra cui, confidò, quello di addetto alle consegne per il commerciante di vini Nicolas. Voleva diventare un attore ed entrò al Cours Simon. Divenne poi il co-fondatore della società di produzione ArtMédia con Évelyne Vidal e Gérard Lebovici.
Autodidatta, mise in scena una dozzina di film disparati e originali, ispirati alla sua protesta e alle sue idee libertarie. Il suo primo lungometraggio, Bof... Anatomie d'un livreur, era un patrocinio a Il diritto alla pigrizia e gli valse l'incoraggiamento di Jacques Prévert. Themroc era una farsa anarco-primitivista che raccontava la storia di un lavoratore, interpretato da Michel Piccoli, che si ribellava al suo capo e si trasformava in un uomo delle caverne urbano. Gli attori del Café de la Gare, tra cui Romain Bouteille, Coluche, Miou-Miou, Henri Guybet o Patrick Dewaere, parteciparono volontariamente al film.
Claude morì di infarto all'età di 71 anni.

### Vita privata
Claude Faraldo era il fratello di Françoise Faraldo, seconda moglie del cantante Gerry Boulet. Si sposò ed ebbe tre figli (due figlie e un figlio).

## Filmografia

### Attore
- Ni d'Eve ni d'Adam, regia di Michel Zimbacca, (10 min, 16 mm, bianco e nero, 1969)[1]
- Les Fleurs du miel, regia di Claude Faraldo (1976)
- Le Jardinier, regia di Jean-Pierre Sentier (1981)
- Maigret e l'uomo solo, regia  di Jean-Paul Sassy (episodio di Les enquêtes du commissaire Maigret) – film TV (1982)
- Mesrine, regia di André Génovès (1984)
- Blanc de Chine, regia di Denys Granier-Deferre (1988)
- Maigret si difende, regia di Andrzej Kostenko (episodio di Il commissario Maigret – film TV (1993)
- Maigret e il ladro di gioielli, regia di Andrzej Kostenko (episodio di Il commissario Maigret – film TV (1994)
- L'angelo nero (L'ange noir), regia di Jean-Claude Brisseau (1994)
- La Rivière Espérance, regia di Josée Dayan – miniserie TV (1995)
- Mafiosa – serie TV, 7 episodi (2006-2007)
- David Nolande, regia di Joël Houssin – miniserie TV (2006)

### Regista
- La Jeune Morte, co-regia di Roger Pigaut (1965)
- Bof... Anatomie d'un livreur (1971)
- Il mangiaguardie (Themroc) (1973)
- Tabarnac (documentario, 1975)
- Les Fleurs du miel (1976)
- Deux lions au soleil (1980)
- Flagrant Desire (1986)
- La Chaîne – miniserie TV (1988)
- La Baïonnette de Mirabeau (episodio di Les Jupons de la Révolution) – film TV (1989)
- V comme vengeance – serie TV, episodio 1x12 (1990)
- Puissance 4 – serie TV, episodi Le serpent vert (1992) - Tête de pioche (1993)
- Merci pour le gest (2000)

### Sceneggiatore
- La Jeune Morte, regia di Claude Faraldo e Roger Pigaut (1965)
- Bof... Anatomie d'un livreur, regia di Claude Faraldo (1971)
- Il mangiaguardie (Themroc), regia di Claude Faraldo (1973)
- Les Fleurs du miel, regia di Claude Faraldo (1976)
- Deux lions au soleil, regia di Claude Faraldo (1980)
- Flagrant Desire, regia di Claude Faraldo (1986)
- La Baïonnette de Mirabeau, regia di Claude Faraldo (episodio di Les Jupons de la Révolution) – film TV (1989)
- L'amore che non muore (La Veuve de Saint-Pierre), regia di Patrice Leconte (2000)
- L'Équipier, regia di Philippe Lioret (2004)
- Sarah Bernhardt: Une étoile en plein jour, regia di Laurent Jaoui – film TV (2006)

## Opere
- (FR) Claude Faraldo e Georges Pichard, Les Manufacturées, collana Bouquins Charlie, Éditions du Square, 1980.